# Herman Petersson
Herman Esaias Petersson, född 6 juli 1856 i Malmö, död 22 januari 1915, var en svensk läkare. 
Petersson blev student vid Lunds universitet 1875, medicine kandidat 1881, medicine licentiat vid Karolinska institutet i Stockholm 1885, lasarettsläkare i Ljungby, 1887–89, stadsläkare i Karlskrona 1889–95, läkare vid länscellfängelset i Karlskrona 1891–95, provinsialläkare i Högsby distrikt, Kalmar län, 1895–97 och i Hammenhögs distrikt, Kristianstads län, 1897–99, förste provinsialläkare i Kronobergs län och provinsialläkare i Växjö distrikt 1899–1901. Han var ledamot i direktionen för Växjö hospital 1899–01 och medicinalråd i Medicinalstyrelsen från 1901. Han utgav Författningar angående Medicinalväsendet i Sverige från 1906.